# 日本医療機器産業連合会
一般社団法人日本医療機器産業連合会（にほんいりょうききさんぎょうれんごうかい、英文名称 The Japan Federation of Medical Devices Association、略称医機連・JFMDA）は、医療機器業界の業界団体と会員企業により組織された団体。

## 概要
- 所在地 - 〒162-0822　東京都新宿区下宮比町3-2　飯田橋スクエアビル8階B
- 会長 - 三村　孝仁
- 設立 - 1984年（昭和59年）2月
- 加盟団体
  - 日本画像医療システム工業会
  - 電子情報技術産業協会
  - 日本医療機器工業会
  - 日本医療機器テクノロジー協会
  - 日本医療機器販売業協会
  - 日本ホームヘルス機器協会
  - 日本医用光学機器工業会
  - 日本歯科商工協会
  - 日本分析機器工業会
  - 日本コンタクトレンズ協会
  - 日本理学療法機器工業会
  - 日本眼科医療機器協会
  - 日本補聴器工業会
  - 日本補聴器販売店協会
  - 日本衛生材料工業連合会
  - 日本医療用縫合糸協会
  - 日本コンドーム工業会
  - 商工組合日本医療機器協会
  - 日本医療機器ネットワーク協会
  - 日本臨床検査薬協会